# Prídoli
| Era Eratema | Periodo Sistema | Época Serie              | Edad Piso                    | Inicio, en millones de años |
| ----------- | --------------- | ------------------------ | ---------------------------- | --------------------------- |
| Paleozoico  | Pérmico         | Pérmico                  | Pérmico                      | 298,9±0,15                  |
| Paleozoico  | Carbonífero     | Carbonífero              | Carbonífero                  | 358,86±0,19                 |
| Paleozoico  | Devónico        | Devónico                 | Devónico                     | 419,62±1,36                 |
| Paleozoico  | Silúrico        | Prídoli Pridoliano       | Prídoli Pridoliano           | 422,7±1,6                   |
| Paleozoico  | Silúrico        | Ludlow Ludloviano        | Ludfordiense Ludfordiano     | 425,0±1,5                   |
| Paleozoico  | Silúrico        | Ludlow Ludloviano        | Gorstiense Gorstiano         | 426,7±1,5                   |
| Paleozoico  | Silúrico        | Wenlock Wenlockiano      | Homeriense Homeriano         | 430,6±1,3                   |
| Paleozoico  | Silúrico        | Wenlock Wenlockiano      | Sheinwoodiense Sheinwoodiano | 432,9±1,2                   |
| Paleozoico  | Silúrico        | Llandovery Llandoveriano | Telychiense Telychiano       | 438,6±1,0                   |
| Paleozoico  | Silúrico        | Llandovery Llandoveriano | Aeroniense Aeroniano         | 440,5±1,0                   |
| Paleozoico  | Silúrico        | Llandovery Llandoveriano | Rhuddaniense Rhuddaniano     | 443,1±0,9                   |
| Paleozoico  | Ordovícico      | Ordovícico               | Ordovícico                   | 486,8 ±1,5                  |
| Paleozoico  | Cámbrico        | Cámbrico                 | Cámbrico                     | 538,8±0,6                   |

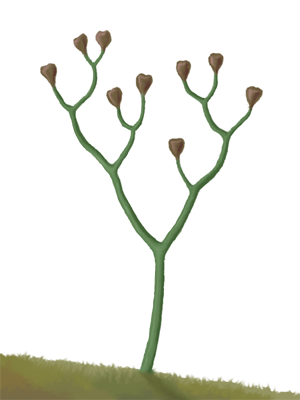
Cooksonia, una de las primeras plantas vasculares.

El Prídoli o Pridoliano es la cuarta y última serie y época del Silúrico en la escala temporal geológica. Sucede al Ludlow y precede al Devónico Inferior (primera serie del Devónico). Comienza hace unos 423 millones de años y finaliza hace unos 420 millones de años. Su duración es tan corta que no está subdividida en pisos/edades.
Se han encontrado depósitos fósiles costeros de Cooksonia y otros Rhyniophyta.
El nombre de Prídoli procede de una localidad en el Homolka, una reserva natural cerca del suburbio Přídolí Slivenec de Praga, además Přídolí es el antiguo nombre de una formación geológica (hoy Formación Požáry, cambiado para no confundirla con la serie).

## Sección estratotipo y punto de límite global (GSSP)
La sección estratotipo y punto de límite global (GSSP) para la base del Prídoli está definido dentro de la capa 96 en la sección Požáry del valle de Daleje, en el distrito urbano de Řeporyje (Praga, República Checa), donde coincide con la primera aparición de la especie de graptolito Monograptus parultimus.